# 3354 МакНейр
3354 МакНейр (3354 McNair) — астероїд головного поясу, відкритий 8 лютого 1984 року.
Тіссеранів параметр щодо Юпітера — 3,561.